# Bořanovice
Bořanovice är en ort i Tjeckien.   Den ligger i regionen Mellersta Böhmen, i den centrala delen av landet, 11 km norr om huvudstaden Prag. Bořanovice ligger 255 meter över havet och antalet invånare är 483.
Terrängen runt Bořanovice är platt. Runt Bořanovice är det mycket tätbefolkat, med 1 754 invånare per kvadratkilometer. Närmaste större samhälle är Prag, 10,8 km söder om Bořanovice. Trakten runt Bořanovice består till största delen av jordbruksmark.